# Edifici al carrer Sant Sebastià, 8 (Valls)
L'Edifici al carrer Sant Sebastià, 8 és una obra neoclàssica de Valls (Alt Camp) protegida com a Bé Cultural d'Interès Local.

## Descripció
Edifici entre mitgeres de planta baixa i dos pisos. El primer pis està format per un balcó corregut amb barana de forja, en el qual hi ha dues obertures rectangular de grans dimensions, resseguides per una motllura i coronades amb una cornisa rica en elements decoratius. En el segon pis hi ha dues obertures rectangulars amb barana de ferro. L'edifici es corona amb una gran cornisa formada per motllures i carteles amb fulles d'acant, que sosté una barana de balustres. Destaca com a element decoratiu dues pilastres que emmarquen l'edifici i que acaben en dos capitells compostos molt ben treballats.

## Història
La casa presenta unes característiques constructives i decoratives comunes a un bon nombre d'edificis vallencs de mitjans segle xix. Les mostres més representatives es troben al Raval de Sant Antoni.